# Through the Barricades (singolo)
Through the Barricades è un singolo degli Spandau Ballet pubblicato nel 1986 ed estratto dall'album omonimo.

## Descrizione
Through the Barricades, presente anche in varie raccolte degli Spandau Ballet, è considerata da diversi elementi del gruppo il miglior pezzo che abbiano mai inciso.
Il brano fu scritto da Gary Kemp. Il singolo, prodotto da Gary Langan e uscito su etichetta CBS, raggiunse il secondo posto delle classifiche in Italia, dove risultò il decimo singolo più venduto in assoluto del 1986.
La maggiore ispirazione per la composizione del brano fu la morte di un amico degli Spandau Ballet, Thomas Reilly, ucciso a Belfast da un poliziotto il 9 agosto 1983. L'autore del brano, Gary Kemp, affermò di averlo composto nell'arco di una sola serata, mentre si trovava in Irlanda.
(Through the Barricades (1986))
Il testo parla di una storia d'amore tra una ragazza e un ragazzo di religione opposta nell'Irlanda del Nord martoriata dalla guerra civile tra cattolici e protestanti. La storia d'amore, osteggiata dalle famiglie dei due, sembra avere un finale tragico.
Il brano è in gran parte accompagnato dal suono di una chitarra.

## Video musicale
Nel video musicale le immagini dell'esecuzione del pezzo da parte degli Spandau Ballet si alternano con le immagini di un ruscello.

## Tracce

### 7"
1. Through the Barricades 5:19
2. With The Pride (Live '85) 5:27

## Classifiche
| Classifica  | Posizione massima | Nr. di settimane |
| ----------- | ----------------- | ---------------- |
| Belgio      | 10                | 11               |
| Germania    | 14                | 12               |
| Italia      | 2                 |                  |
| Norvegia    | 7                 | 4                |
| Paesi Bassi | 4                 | 17               |
| Regno Unito | 6                 |                  |

## Cover (parziale)
Vari artisti hanno inciso una cover del brano, tra i tanti figurano:
- Atomics Ants (2006)
- John Barron (2007)
- Caracas (singolo del 2003[13])
- Tommy Fleming (1996)
- Tony Hadley (voce degli Spandau Ballet, durante la sua partecipazione al talent show Reborn in the USA nel 2003[14])
- IvoM. (2006)
- Release and Rea (2007)
- Marc Philipp (2008)
- Re-Corder feat. Phil Barnes (singolo del 2003[15])
- Sasha (2002, nell'album Surfin' on a Backbeat[16])
- Hayden Tee (2009)
- Luca Zeta (singolo del 2005[17])